# Березники (Глебовское сельское поселение)
В Рыбинском районе есть ещё одна деревня Березники, в Октябрьском сельском поселении.
Березники — деревня в Глебовском сельском округе Глебовского сельского поселения Рыбинского района Ярославской области .
Деревня  расположена в юго-западной части Глебовского сельского поселения, к северу от железнодорожной линии Рыбинск—Сонково и западу от железнодорожной станции Кобостово. Она расположилась на правом берегу Волги, непосредственно ниже железнодорожного моста через реку. С северной стороны к деревне примыкает деревня Головино. С востока от этих деревнь проходит автомобильная дорога Николо-Корма—Глебово. В окрестностях деревни садоводческие товарищества .
Деревня Березники указана на плане Генерального межевания Рыбинского уезда 1792 года.
На 1 января 2007 года в деревне числилось 4 постоянных жителя. Почтовое отделение, расположенное в посёлке железнодорожной станции Кобостово, обслуживает в деревне Березники 39 домов .